# Kosteł
Kosteł (bułg. Костел) – wieś w Bułgarii, w obwodzie Wielkie Tyrnowo, w gminie Elena. W 2024 roku liczyła 52 mieszkańców.